# Una colt in mano al diavolo
Una colt in mano al diavolo è un film del 1972, diretto da Gianfranco Baldanello.

## Trama
Un giovane pistolero Roy Koster si reca a Silvertown deciso a riabilitare la vita di un compagno di cella, Geremy Scott, detto Sulky, che era stato ingiustamente condannato all'ergastolo per rapina e omicidio, a seguito delle false testimonianze di Sam Dayton e di Isaac McCorney, minacciati dal ricco Warren. Quest'ultimo fa uccidere Sam dopo che Roy era riuscito a farlo ritrattare. Koster scopre che il complotto contro Geremy era stato in realtà tramato da McCorney, che dopo essersi sbarazzato anche di Warner tenta di liberarsi anche di Roy, accusandolo di omicidio. In aiuto di Roy, però, giungono i figli di Jeremy, Phil e Grace. Phil riesce a procurarsi, pagando con la vita, un documento che scagiona completamente il padre e Grace lo libera  dal carcere.
McCorney, vistosi spacciato, tenta di fuggire, inseguito da Roy, ma muore ucciso dalla vedova di Geremy sulle terre di Scott.